# Mahur
Mahur är en ort i Indien.   Den ligger i distriktet Dima Hasao District och delstaten Assam, i den östra delen av landet, 1 600 km öster om huvudstaden New Delhi. Mahur ligger 599 meter över havet och antalet invånare är 7 176.
Terrängen runt Mahur är kuperad norrut, men söderut är den bergig. Runt Mahur är det ganska tätbefolkat, med 52 invånare per kvadratkilometer. Närmaste större samhälle är Hāflong, 9,9 km väster om Mahur. I omgivningarna runt Mahur växer i huvudsak städsegrön lövskog.